# Virgen de la rosaleda
La Virgen de la rosaleda es una pintura al temple y oro sobre madera trasportada sobre lienzo, atribuida a Stefano da Verona o a Michelino da Besozzo, fechada hacia 1420-1435 y conservada en el Museo de Castelvecchio de Verona (que la atribuye exclusivamente a Stefano da Verona). Se encuentra entre las obras más significativas del estilo gótico internacional en Italia.

## Descripción y estilo
La Virgen y el Niño están representados en un hortus conclusus (cerrado, en este caso por una pérgola de rosas), símbolo de su virginidad, en presencia de Santa Catalina de Alejandría (coronada, de acuerdo a su rango principesco, y representada junto a su atributo típico de la rueda del martirio) y de muchos ángeles de colores, de apariencia muy esbelta, casi como pájaros filiformes. Se dedican a las actividades más dispares: leer (referencia a las profecías de la escritura sagrada), recoger pétalos de rosa (flor mariana), jugar con una fuente gótica (referencia a la definición de María como Fons gratiae). Incluso el Niño participa de esta atmósfera cariñosa y adorable, metiéndose espontáneamente un dedo en la boca.
En el jardín hay dos sinuosos pavos reales, que dan un aspecto noble y suntuoso al jardín, y recuerdan, según un antiguo simbolismo cristiano, el tema de la inmortalidad de Cristo, ya que desde la era cristiana primitiva se creía que la carne de estas aves era inmortal.
La obra se ha atribuido alternativamente a Stefano da Verona o a Michelino da Besozzo. Si por un lado el conjunto caligráfico y sinuosamente lineal sugiere una obra de Stefano, por otro la similitud de los rostro, especialmente el de la Virgen, con otras obras de Michelino como Las bodas místicas de Santa Catalina en la Pinacoteca Nacional de Siena, hace inclinarse hacia el segundo.